# Thailands håndboldlandshold (damer)
Thailands håndboldlandshold er det thailandske landshold i håndbold for kvinder og deltager i internationale håndboldkonkurrencer. De reguleres af Handball association of Thailand.
Holdet deltog under VM i 2009 i Kina, hvor de kom på en 21 plads.
De deltog også under Asienmesterskabet 2010 hvor de kom på en 7 plads.

## Resultater

### VM
- 2009: 21.- plads

### Asienmesterskabet
- 2008: 4.- plads

### Asienlegene
- 1990: Kvalificerede sig ikke
- 1994: Kvalificerede sig ikke
- 1998: 6.- plads
- 2002: Kvalificerede sig ikke
- 2006: 7.- plads